# Camino Palmero
Camino Palmero es el título del álbum debut de estudio grabado por la banda estadounidense de rock alternativo The Calling, Fue lanzado al mercado bajo los sellos discográficos RCA Records y BMG el 10 de julio de 2001. Este álbum lo produjo Marc Tanner. El título del álbum proviene de una calle de Los Ángeles, California, donde miembros de la banda Alex Band y Aaron Kamin se conocieron. A diferencia de Two, el registro tiene muchos influencias de grunge y también tiene un montón de solos de guitarra.
Camino Palmero alcanzó el puesto #36 en el Billboard 200 y fue certificado Oro por la RIAA. El álbum también fue certificado Oro en Canadá en noviembre de 2002 después de vendido más de 50.000 unidades. El álbum también hizo bien en varias cartas internacionales, entre otros, hizo #12 en el Reino Unido, #16 en Italia y encabezó las listas en México, la celebración de 1× estado Diamond más 3× Platinum. Las ventas mundiales del álbum se estiman en aproximadamente 5 millones. En Brasil, ha sido certificado Platino por ABPD.

## Lista de canciones
Todas las canciones escritas y compuestas por Alex Band y Aaron Kamin, excepto Stigmatized que fue coescrita por Eric Bazilian. 
| N.º | Título                                  | Duración |  |
| 1.  | «Unstoppable»                           | 3:59     |  |
| 2.  | «Nothing's Changed»                     | 4:44     |  |
| 3.  | «Wherever You Will Go»                  | 3:28     |  |
| 4.  | «Could It Be Any Harder»                | 4:41     |  |
| 5.  | «Final Answer»                          | 4:34     |  |
| 6.  | «Adrienne»                              | 4:30     |  |
| 7.  | «We're Forgiven»                        | 4:31     |  |
| 8.  | «Things Don't Always Turn Out That Way» | 4:11     |  |
| 9.  | «Just That Good»                        | 3:54     |  |
| 10. | «Thank You»                             | 2:58     |  |
| 11. | «Stigmatized»                           | 4:31     |  |

iTunes Bonus Track
| iTunes Bonus Track |           |          |  |
| N.º                | Título    | Duración |  |
| 12.                | «For You» | 3:41     |  |

Other Song
| Other Song |                          |          |  |
| N.º        | Título                   | Duración |  |
| 12.        | «When It All Falls Down» | 3:36     |  |

## Posicionamiento en lista

### Semanal
| Gráfico(2002)                     | Posición |
| --------------------------------- | -------- |
| Australia (ARIA)                  | 23       |
| Austria (Ö3 Austria)              | 9        |
| Dinamarca (Hitlisten)             | 11       |
| Países Bajos (Album Top 100)      | 46       |
| Europe (European Top 100 Albums)  | 19       |
| Francia (SNEP)                    | 10       |
| Alemania (Offizielle Top 100)     | 8        |
| Irlanda (IRMA)                    | 21       |
| Italia (FIMI)                     | 16       |
| México (Top 100)                  | 1        |
| Nueva Zelanda (Recorded Music NZ) | 9        |
| Noruega (VG-lista)                | 10       |
| Suecia (Sverigetopplistan)        | 11       |
| Suiza (Schweizer Hitparade)       | 26       |
| Reino Unido (UK Albums Chart)     | 12       |
| Estados Unidos (Billboard 200)    | 36       |

## Personal
- Alex Band - voz principal
- Aaron Kamin - guitarra solista, coros
- Sean Woolstenhulme - guitarra rítmica, coros
- Billy Mohler - guitarra baja
- Nate Wood - tambores, percusión, coros